# José Vilaplana Blasco

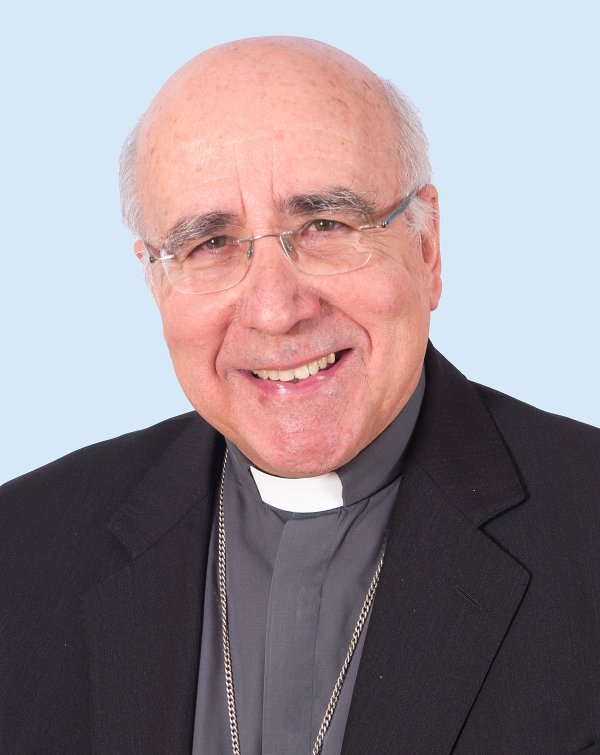
Bischof José Vilaplana Blasco.

Wappen von Bischof José Vilaplana Blasco

José Vilaplana Blasco (* 5. Dezember 1944 in Benimarfull, Spanien) ist ein spanischer Geistlicher und emeritierter römisch-katholischer Bischof von Huelva.

## Leben
José Vilaplana Blasco empfing am 25. Mai 1972 das Sakrament der Priesterweihe für das Erzbistum Valencia.
Am 20. November 1984 ernannte ihn Papst Johannes Paul II. zum Titularbischof von Bladia und bestellte ihn zum Weihbischof in Valencia. Der Erzbischof von Valencia, Miguel Roca Cabanellas, spendete ihm am 27. Dezember desselben Jahres die Bischofsweihe; Mitkonsekratoren waren der Erzbischof von Oviedo, Gabino Díaz Merchán, und der Bischof von Huelva, Rafael González Moralejo.
Papst Johannes Paul II. ernannte ihn am 23. August 1991 zum Bischof von Santander. Am 17. Juli 2006 ernannte ihn Papst Benedikt XVI. zum Bischof von Huelva. Die Amtseinführung erfolgte am 23. September desselben Jahres.
Am 15. Juni 2020 nahm Papst Franziskus das von José Vilaplana Blasco aus Altersgründen vorgebrachte Rücktrittsgesuch an.